# Tóth Hajnalka
Tóth Hajnalka (Békéscsaba, 1976. augusztus 27. –) kétszeres világbajnok párbajtőrvívó.

## Sportpályafutása
1988. március 1-jén kezdett el vívni. Nevelőedzője Galli Zsolt volt. Akkor még a női versenyzők csak tőrvívásban versenyezhettek, így ezzel a fegyverrel kezdett – nem sok eredménnyel. A női párbajtőr bevezetése után áttért erre a fegyvernemre, melyben sokkal eredményesebb lett. Gyorsaságával, robbanékonyságával és tudatos, taktikus vívásával kiemelkedett. Korosztályos szinten  Eb-n, világbajnokságon, Világkupán is tudott első helyen végezni. Ezzel ő lett minden idők legeredményesebb békéscsabai vívója.
1998-ban békéscsabai klubjában nehéz helyzetbe került. A legjobb versenyzők egyetemi tanulmányokba kezdtek. A csapatnál maradt fiatal tehetségek pedig még nem voltak megfelelő szintű edzőpartnerek Tóth számára. Ezért Budapestre igazolt, a Budapesti Honvédba, ahol Kőrösi László lett az edzője.
Még békéscsabaiként bemutatkozott a felnőtt válogatottban, a limoges-i felnőtt Eb-n, ahol 10. lett.
A felnőtt Világkupákon többször volt döntős vagy dobogós. Első felnőtt VK-sikerét is ekkor, 1998-ban, a budapesti viadalon érte el. Remek idénye következtében bekerült a világbajnoki csapatba is, ám csak az egyéni versenyen indult. Élete első felnőtt vb-jén bronzérmes lett.
Kőrösi László felhagyott az edzősködéssel, az új edző Udvarhelyi Gábor lett. A következő év az olimpia jegyében telt. Amire a  csapat könnyen kvalifikálta magát, többek között szöuli világbajnoki címének köszönhetően. A válogató versenyek viszont rosszul sikerültek Tóthnak, így csak tartalékként utazott az olimpiára, ahol végül nem kapott lehetőséget a páston. 2001-től új edzővel, Nedeczky Györggyel, egy évvel később új klubban, a BVSC-ben folytatta pályafutását. Kezdett újra magára találni, világ- és Európa-bajnoki címeket nyert csapatban, érmeket egyéniben. Következett Athén. Ismét tartalékként nevezték, de ezúttal szerepet kapott és nagyon jó vívással segítette a csapatot az  5. helyezéshez. Az olimpia utána a Magyar Köztársasági Bronz Érdemkereszt kitüntetésben részesült. A lendülete tartott még 2005-ben is.  Ekkor az Év női vívója lett. Az év magyar sportolónője szavazáson pedig hatodik helyen zárt. Gyengébb esztendők következetek, edzőváltással (Dancsházy Nagy Tamás felelt a szakmai munkáért). A pekingi olimpián nem rendeztek csapatversenyt női párbajtőrben. Tóth Hajnalka az olimpia után erősen fontolgatta visszavonulását, de többoldalú rábeszélésre végül meggondolta magát.
2014-ben az Eb-n egyéniben 53., csapatban ötödik helyezést ért el. A világbajnokságon a 64 között kiesett, csapatban a negyedik helyen végzett.

## Kiemelkedő eredményei
4-szeres korosztályos, 5-szörös felnőtt magyar bajnok.
A világbajnokságokon összesen hét érmet, ebből 3 aranyérmet nyert (egyet a juniorok között), míg az Európa-bajnokságokon 10 medáliát nyert (3 az aranyak száma – egy a juniorok között).
- 1992. Bonn. Kadett világbajnokság: a 7. helyen végzett.
- 1993. Denver. Junior világbajnokság: a 7. helyen végzett. Ugyanitt kadett vb 10. Estoril. Junior Európa-bajnokság: a 6. helyen végzett. felnőtt ob 7.
- 1994. Mexikóváros. Junior világbajnokság: a világbajnok magyar csapat tagja, vegyes, 4 fegyvernemes csapatversenyben. Egyéniben 17. helyezett. Junior Világkupa-győztes. Krakkó. Junior Európa-bajnokság: a 2. helyen végzett. Felnőtt ob 3. Az év békés megyei sportolónője.
- 1995. Keszthely, Junior Európa-bajnokság: Európa-bajnok. Párizs, junior vb 37. Vegyes, 4 fegyvernemes csapatversenyben 5. Az év békés megyei sportolónője.
- 1996. Tournai. Junior Európa-bajnokság: a 3. helyen végzett. Limoges. Európa-bajnokság: a 10. helyen végzett.
- 1997. A gdanski Európa-bajnokságon kiesett. Felnőtt ob 3.
- 1998. La Chaux-de-Fonds. Világbajnokság: a 3. helyen végzett. Plovdiv európa-bajnokság egyéni 32., csapat 5. helyezett. ob 3.
- 1999. Szöul. Világbajnokság: a világbajnok magyar csapat tagja, egyéniben 10. Bolzano. Európa-bajnokság: a 3. helyezett magyar csapat tagja.
- 2000. Funchal. Európa-bajnokság: a 2. helyezett magyar csapat tagja. Egyéniben 25.
- 2001. Nimes. Világbajnokság: a 3. helyezett magyar csapat tagja. Egyéniben 18. Koblenz. Európa-bajnokság: az Európa-bajnok magyar csapat tagja. Egyéniben 47.
- 2002. Lisszabon. Világbajnokság: a világbajnok magyar csapat tagja. Egyéniben 94. Moszkva. Európa-bajnokság: az Európa-bajnok magyar csapat tagja.
- 2003. Havanna. Világbajnokság: a 3. helyezett magyar csapat tagja, egyéniben 15. Bourges, európa-bajnokság egyéniben 21, csapatban 4.
- 2004. Athén. Olimpia: az 5. helyezett magyar csapat tagja. Koppenhága, európa-bajnokság harmadik, csapatban második helyezett. Az ob-n csapatban bajnok, ezüstérmes egyéniben.
- 2005. Zalaegerszeg. Európa-bajnokság: a 2. helyen végzett. Csapatban 4. Lipcse. Világbajnokság: a 2. helyezett magyar csapat tagja. Egyéniben 31. Az Év Vívója. AZ ob-n csapatban bajnok, egyéniben ezüstérmes.
- 2006. Izmir. Európa-bajnokság: a 2. helyezett magyar csapat tagja. Torino. Világbajnokság: az 5. helyezett magyar csapat tagja.
- 2007. Gent. Európa-bajnokság a 2. helyezett magyar csapat tagja.
- 2008. Kijev. Európa-bajnokság: a 4. helyezett magyar csapat tagja. Peking. Világbajnokság: a 8. helyezett magyar csapat tagja.
- 2009. Plovdiv. Európa-bajnokság: az 5. helyezett magyar csapat tagja. Antalya. Világbajnokság: a 7. helyezett magyar csapat tagja.
- 2009. Budapest. Magyar Bajnokság: egyéni Magyar Bajnok, csapatban (BVSC) Magyar Bajnok.
- 2010. Budapest. Magyar Bajnokság: egyéni 2. helyezett, csapatban (BVSC) 4. helyezett.

A vívás mellett 2007-től Playersroom nevű cégnél kezdett el dolgozni középvezetőként, 2011-től pedig az RTL KLub munkatársa.
Békéscsaba iránti szeretete ösztönözte arra, hogy minden évben Békéscsabára invitálja a párbajtőrvívás kiemelkedő személyiségeit, ezért 2007. óta szervezi meg a Csabai Kolbászfesztivál alkalmával a Csabai Kolbász Kupa nemzetközi párbajtőr versenyt.